# 尖嘴老板鯆
尖嘴老板鯆（学名：Dipturus lanceorostratus），又名尖嘴鰩、魴仔，为软骨鱼纲鳐目鯆魮科鰩屬下的一个种。该物种于1967年由John Higgins Wallace Jr.描述及命名。